# Zwartmaskerpitta
De zwartmaskerpitta (Pitta anerythra) is een vogelsoort uit de familie van pitta's (Pittidae).

## Kenmerken
De zwartmaskerpitta is 15 cm lang, hij heeft een zwarte kop en is verder van boven mosgroen. Op de vleugel zit een glinsterend, turquoise (groenblauwe) vlek. De buik en de borst zijn lichtbruin tot bleek okerkleurig.

## Leefwijze
Hoewel de dieren kunnen vliegen, geven ze er doorgaans de voorkeur aan om op de grond te blijven. Hun voedsel vinden ze op bosbodem en bestaat uit ongewervelde dieren zoals insecten, wormen en slakken.

## Verspreiding en leefgebied
De zwartmaskerpitta is endemisch op de Salomonseilanden op de eilanden Choiseul en Santa Isabel. Op het iets noordelijker gelegen eiland Bougainville (Papoea-Nieuw-Guinea) is deze vogel waarschijnlijk uitgestorven.  
De soort telt drie ondersoorten:
- P. a. anerythra: Bougainville.
- P. a. nigrifrons: Choiseul.
- P. a. pallida: Santa Isabel.

## Status
De habitat van de zwartmaskerpitta wordt bedreigd door het kappen van hout in het tropisch regenbos en mogelijk ook door de introductie van huisdieren als katten en honden op de eilanden. Daarom is het een gevoelige soort van de Rode Lijst van de IUCN.